# NGライフ
『NGライフ』（エヌジーライフ）は、草凪みずほによる日本の漫画作品。
『ザ花とゆめ』（白泉社）2006年2月1日号に読み切りが掲載され、その後『花とゆめ』（同）2006年14号から2009年7号まで連載された。全9巻。
前世の記憶を持って生まれた悩み多き男子高校生・冴木敬大（前世：シリクス♂）と、前世で彼の妻だった少年・佑城裕真（前世：セレナ♀）、同じく前世で親友だった少女・芹沢美依（前世：ロレイウス♂）との奇妙な三角関係を描いたラブコメディ。

## 登場人物

### 主要人物
冴木 敬大（さえき けいだい）
古代ローマ時代のイタリアを生きた前世での記憶を持ったまま現代日本に生まれた本編の主人公。星武高等学校2年の17歳。血液型はA型。
前世の宿敵と妹が両親、親友だった青年がクラスメイトの少女に転生している中で自分だけが記憶を持っているため、現世の生活と前世の記憶がごっちゃになった混乱の日々を送っている。再会したら結婚したいとまで思っていた前世での最愛の妻・セレナと巡り合うが、その生まれ変わりは自身と同性である裕真だったという現実から絶望に打ちひしがれる。
紆余曲折を経てシリクスではなく敬大としての人生に価値を見出していくものの、セレナと瓜二つな裕真の何気ない仕草に性別も忘れてときめいてしまったり、やっとの思いで見つけた前世・ポンペイの記憶を持つ加賀巳 凌は、自身が無意識に記憶に蓋をしていたとある強烈な人物スミルナの生まれ変わりであったりと彼の苦悩は尽きない。最愛の女性はセレナであるが、最近は親友と思っていたはずの芹沢に恋心を抱く。しかし、前世の3人の関係を壊すことを恐れ、また朱奈のように前世の記憶を失くしたくないと思うあまり、自分の気持ちを頑なに否定している。
基本的に文武両道かつルックスも良い優等生だが、前世の記憶に翻弄されまくり、ことあるごとに一喜一憂するその姿から周囲にはへたれ認定されつつ愛すべきキャラクターとして親しまれている。クラスの女子の人気は（純粋な意味でモテているとは言い難いベクトルだが）高いらしい。酒を飲んで、周囲の全ての人間がセレナに見え、見境がなくなったことも。
ポンペイ最後の日、セレナに「必ず戻る」と約束したにも関わらず、戻ることが出来ず、結果セレナを独りで死なせてしまったことを今でも悔いており、そのことを「過去に犯した最大の罪」と思っている。
シリクス・ルクレティウス・フロント
古代ローマ時代のイタリアの都市ポンペイでその短い生涯を終えた敬大の前世。
没落貴族の剣闘士であり、西暦79年のヴェスヴィオ火山噴火の折に当時仕えていた貴族アグライヤ・フェリクスを助けに行ったことで、妻のセレナと離れ離れになったまま非業の死を遂げる。
外見はあまり敬大と変わらないが、作者曰く「敬大よりもう少し大人でまともで凛々しい人」だとのこと。
ロレイウス曰く誠実だが一本気なところが欠点。また少々そそっかしくドジだった。
英雄と呼ばれる最強の剣闘士であり、闘技場では敵の実力如何を問わず激戦に見せかけて民衆に「もう一度見たい」と思わせて相手を生かす、という闘い方を取る。この方法は親の死に由来する。

佑城 裕真（うじょう ゆうま）
冴木家の隣家に越してきた少年で、シリクスの妻セレナの生まれ変わり。星武中学校3年の15歳。O型。
小柄で華奢な美少年だが、初対面で抱きついてきた敬大を容赦なく殴り飛ばすなど負けん気が強く生意気な性格。自身の女顔にコンプレックスを抱いているため、男らしさを求め普段からマッチョを目指して毎朝体を鍛えている。外見的な筋肉はついていないものの腕力は強い。
敬大や凌と違い前世の記憶はなく、彼らの前世話についても知らない。そのため、自身の前世であるセレナについては「自分と似ている敬大の昔の彼女」と思っていて、最近ではセレナの真似をして巧みに敬大を操ってみせるなどややスレてきている。最近、セレナという人物に対し疑問を持っており、周囲の自分以外が話す自分の知らない前世の話を知りたがっていた。
初めて自分を男として見てくれた芹沢に好意を寄せるようになるが、芹沢の敬大への想いを知っていることなどもあり、未だ想いを伝えられてはいない。また、敬大の芹沢への気持ちにも薄々気づき始めており、『自分が芹沢に告白する』とハッパをかけて彼の本音を聞きだそうとするも、あくまで頑なに『3人』でいることに拘る敬大に戸惑いを覚える。しかし、夢の中で巡り会ったある人物（セレナ）の言葉によって、裕真自身もまた『3人でいたい』という思いを強くした。
チャリティー文化祭のとき、退行催眠によって前世の記憶を一時的に取り戻す。が、ヴェスヴィオ山噴火のときの凄まじく恐ろしい記憶を目の当たりにした裕真はセレナによってその記憶が自分に必要なものかと問われ、「いらない」と決意し再び記憶をなくし元の裕真に戻る。その後セレナの存在を覚えている（敬大には言っていない）。
前世で独りのまま亡くなったことが影響しているのか、暗いところが苦手で、「誰にも会えなくなる」と無意識に思ってしまうらしい。芹沢のことを敬大に「お前だからあきらめるんだからな」と言った。
その後前世がセレナだと知っていることを麗奈に明かす。
セレナ
シリクスの妻にして裕真の前世。
髪型以外は殆ど裕真と瓜二つの可憐な美少女である。敬大の記憶では淑やかな大和撫子を体現したようなイメージが強いが、実は酒豪だったり、怪力で手先は不器用という部分もあったりと、容姿以外にも少なからず裕真と似通った部分が見受けられる。
その容姿などからポンペイ中の男性の憧れの的だったらしく、彼女と付き合うシリクスは、彼女を狙う男達から幾度となく殺されかけていた。外科医の娘で治療を行っていたが、不器用さが相まって包帯を巻くのなどは苦手だったようである。ポンペイが火山灰に埋もれていく中でシリクスの帰りを待ち続けたが、ついに生きて再会することはなかった。
裕真の夢の中へ現れた彼女は、永きに渡る転生という名の旅の中で敬大（シリクス）と再び巡り会えた喜びを裕真に語り、『本当に大切なものを手放さないように』と告げるのだった。

芹沢 美依（せりざわ みい）
敬大と中学時代からの付き合いのクラスメイトで、シリクスの親友だった青年ロレイウスの生まれ変わり。星武高等学校2年の17歳。B型。
やはり彼女も前世の記憶はないが、敬大もかつての大親友の魂を持つ彼女には前世の話を打ち明けており、（前世の記憶を持たない人物の中では）敬大の前世話を知る唯一の友人となっている。凌がセレナの姉スミルナであったことは知らなかったが、前世関係者であることを薄々察し、榊原家へ行った後敬大に事情を吐かせた。
周囲から殆ど公認カップルとみなされるほど行動を共にする機会が多いものの、敬大本人にとっては「男同士の友情」という感覚が強い悪友的存在である。裕真（セレナ）とのことを気さくにひやかすその裏には敬大への恋心を秘めているのだが、敬大（シリクス）がどれだけセレナのことを想ってきたか知っているために気持ちを打ち明けられずにいる。
演劇部所属。両親は共に漫画家。
ロレイウス
ポンペイにおいてシリクスと共に剣の腕を競い酒を酌み交わした大親友で、芹沢の前世。
明るくいたずら好きな性格で、お節介なところがあり、シリクスとセレナとの仲を取り持ったりした。
奴隷身分であり、ある日仕えていた主人に実質的な処刑として剣闘士にさせられ闘い、シリクスと相討ちになったところをアグライヤが助け、以後シリクスと共に彼女に仕えた。作者曰く「命をかけて守ると決めた人が三人いて、一人目はシリクス。二人目はセレナ。三人目はアグライヤである」
絵を描くことが得意だった。

### 前世関係者
冴木 秀吾（さえき しゅうご）
敬大の父。シリクスの宿敵ラウルの生まれ変わり。
やはり前世の記憶はないが、裕真と芹沢との間で揺れている敬大の様子には気づいており、焚きつけて面白がっている節がある。クールでフェミニスト、そして愛妻家であり、所帯持ちながらも近所の主婦や職場のOL等から絶大な人気を博しているなどそのモテっぷりは前世のころから変わらない。霊感が強い。
以前は前世の記憶があったが現世で蓮香（アリア）を見つけて、記憶を徐々に手放し、今はもう思い出せない。昔飼っていた猫に「アリア」と名前を付けていた。
ラウル・ルスティウス・ウェルス
ポンペイにおけるシリクスの宿敵で、秀吾の前世。
ポンペイでも指折りの大富豪にして剣闘士競技を統括する造営委員（アエデイレス）を務めており、シリクスにとっては宿敵であると同時に無茶な試合スケジュールを提示してくる『嫌な上司』的存在でもあった。
女たらしとしても有名で、セレナのことも何度か口説いていた。転生後に夫婦となっているアリア（蓮香）とはポンペイ時代によく喧嘩をしていて、敬大（シリクス）曰く「アリアは嫌っていた」らしい。

冴木 蓮香（さえき れんか）
敬大の母。シリクスの妹アリアの生まれ変わり。
若々しく明るい性格だが不器用なところもあり、幼いころから兄としての保護者意識が強かった敬大によって主に家事などで色々世話を焼かれていた。前世のことが影響しているのかは分からないが、夫とは運命的な出会いをしたらしい。芹沢の恋路を応援している。
アリア
シリクスが可愛がっていた妹で、蓮香の前世。
転生後に夫となるラウル（秀吾）とは面識はあったようだが、少なくとも最初はあまりいい印象はなかった模様。

加賀巳 凌（かがみ しのぐ）
裕真の従兄で、セレナの姉スミルナの生まれ変わり。大学4年生で、21歳。
前世の記憶を持つ人であり、裕真に並ぶ美青年。その容姿や性格などから、星武高校に歴史担当の教育実習生としてやって来るや否や、女子生徒からの人気を博した。
大の同性嫌い（ただし裕真は例外）で女好き。男に転生した今の生活を満喫しており、前世では出来なかった女口説き等を楽しんでいる。裕真を昔から溺愛しており、同性嫌いも手伝って裕真に好意を持って近付く男は排除している程。敬大もその例外ではなく、出会った当初から散々イビり倒されている。
出会った当初は敬大に前世の記憶があることを知らなかったが、敬大の記憶を元に作った劇の台本を見て、彼がポンペイを覚えていることに気づく。以降は一応前世の記憶を持つ者同士であるため少しずつ歩み寄りつつあるが、前世からの因縁もあり敵視しているのは変わらない。しかし、裕真絡みで何かあれば割と息の合った連携を見せることも。因みに敬大がスミルナに関する記憶を取り戻して以降は、前世での名残で時折『お義姉さま』と呼ばれている。
シリクスの親友たるロレイウスのことはポンペイ時代は「シリクスの周りをちょろちょろしてるガキ」程度の認識だったようだが、現在は芹沢という女に転生したこともあり、どうやら本気で彼女を狙っているらしく敬大を慌てさせている。前世ポンペイの夢を見るのを嫌うため、あまり寝ない。ポンペイ最後の日の記憶が強いため暑さに弱い。
スミルナ
セレナを溺愛していた姉で、凌の前世。スタイル抜群の美女。好意を寄せて来る男性も多かったようだ。
筋金入りの異性嫌いかつシスコン。そのためセレナに近付く男（特にシリクス）には容赦なかったが、同性好きであるため女には優しかった。
セレナに求婚したシリクスのことも極端に敵視し、鞭で傷だらけになるまで引っ叩き、挙句ライオンと決闘させ餌にしようとした。その記憶の強烈さは、敬大も無意識に思い出さない様にしていた程。2人が結婚した後も、シリクスに暗殺刺客を送り込んだり毒を盛ったりしていた。怪力な一方実は案外虚弱体質で、少し動けばすぐ疲れてしまうその性質は来世の凌にもしっかりと受け継がれてしまっている。
アグライヤとは親友。なので男嫌いも相まって、アグライヤを批判し裏切ったディロスを嫌っている。

榊原 麗奈（さかきばら れいな）
花見の際に敬大が出会った、セレナ（裕真）に瓜二つの謎の美少女。中身も案外裕真と似通っており、同属嫌悪によるものか相性が悪く、裕真からは『ニセレナ』と呼称された。我が強く、物事をはっきり言うタイプ。お金持ちのお嬢様。
幼馴染である蒼一に想いを寄せるも、彼自身は「会うために生まれてきた」という自分の姉・朱奈のことしか見ておらず、自分は恋愛対象ではなかったことにショックを受け家出してきた。その最中、花見に来ていた敬大たちに出会い、敬大の昔の彼女と嘘を吐いて、一晩だけ冴木家に転がり込んだ。
セレナと瓜二つのその容姿から、アグライヤの生まれ変わりである朱奈からずっと自分はセレナだと言い聞かされて育ってきたため、生まれ変わりでこそないもののポンペイの話は知っている。その後星武中学の裕真のクラスに転入して本格的に敬大達と関わるようになり、血縁関係はないが時折裕真とセットでツインズと呼称される。自分は前世関係者ではないと主張していたが、セレナの友達のティナと判明。
ティナ
セレナの友達。そして、麗奈の前世。元奴隷だったが顔が原因で主に捨てられてしまい、それ以降ずっと下を向き顔を隠して生きてきた。ポンペイ最後の日、シリクスにセレナの側にいてほしいという願いを聞き、それを自分の使命だと心に決め、顔を上げて前へ進んだ。さらに、記憶はないが、シリクスとの約束で生まれ変わった後も、裕真の側で支えている。

榊原 朱奈（さかきばら しゅな）
O型。麗奈の姉でシリクス、ロレイウスの主にしてスミルナの親友だった、アグライヤの生まれ変わり。前世の記憶を持っていたが、ある踏ん切りを境にその記憶は無くなってしまう。
麗奈と同じくお金持ちのお嬢様。男性のような無骨な口調が特徴の天然な雰囲気の美人で、弁当を買いに行く途中で財布を無くしたという子供に自分の財布をあげ、自分が行き倒れになってしまうほどの、前世のころから変わらぬお人好し。妹である麗奈の名は、幼いころに赤ん坊の麗奈を見て朱奈が「セレナ」と言ったのを親が聞き間違えたところから由来する。敬大達のクラスに転入してくる。
前世の記憶が消えて以来、自分の知らない『アグライヤ』なる存在を求める蒼一に苦悩する。
アグライヤ・フェリクス
闘技場にて死にかけていたシリクスとロレイウスを傭兵として雇いその命を救った、聡明な貴族の女性。貴族であるとは言えそれほど裕福ではないにも関わらず、萎れた花を売っている子どもにお金を与えたり飢えに苦しむ母子に食事を与えるなどの大きな心を持つ。スミルナの親友でセレナのことも大変可愛がっていた。

深影 蒼一（みかげ そういち）
麗奈と朱奈の幼なじみで前世はアグライヤを主とするディロス。敬大や凌と同じく前世の記憶を持っている。現世では朱奈に好意を持っていると思われる。朱奈より5つ年上。
ディロス
フェリクス家の傭兵。敬大が現世で「前世でのお前の裏切り 俺は忘れない」と言っていることからあまり好印象ではない。アグライヤを嫌っていたらしい。

### その他の人物
芹沢 極（せりざわ きわめ）、芹沢 鞠音（せりざわ まりね）
芹沢の両親。共に漫画家として活躍している。
父の極（38歳だが裕真から『お兄さん』と思われるほど童顔）は少年漫画家で、主な著作は幻の秘湯を求めて全国を回る少女と温泉荒らしの鬼のバトルを描いた『夢幻スパ』、母の鞠音はボディーガードの女と殺し屋の男のラブストーリーもの『ゲーム×ダッシュ』を描いている。（共に作者の過去作品のセルフパロディ）
極は一人娘の美依を溺愛しており、彼女の身近に近付く男（取り分け敬大）をかなり敵対視している。
琴宮 清彦（ことみや きよひこ）
芹沢の幼馴染。中学2年生のときに転校していたが、最近戻ってきた。美術部所属で絵を描くのが好き。
言葉がストレートで相手によく誤解を与えてしまうが、それは言い方がきついだけで本人に悪気はない。
大和 陸（やまと りく）
裕真のクラスメイト。演劇部の公演でセレナ役を演じていた芹沢に憧れている。少々デリカシーに欠けた発言で裕真の逆鱗に触れることが多く、その度に倍返しでぶちのめされている。
茉緒 亜季（まつお あき）
裕真のクラスメイト。精神科医の娘であり、前世を知りたがっていた裕真と麗奈に対し退行催眠の方法を教える。
若木 尚（わかぎ なお）
裕真のクラスメイト。

## 書誌情報
- 草凪みずほ『NGライフ』白泉社（花とゆめコミックス）、全9巻
  1. 2006年10月19日発売 ISBN 4-592-18423-8
  2. 2007年4月19日発売 ISBN 978-4-592-18424-9
  3. 2007年9月19日発売 ISBN 978-4-592-18425-6
  4. 2008年1月18日発売 ISBN 978-4-592-18494-2
  5. 2008年6月19日発売 ISBN 978-4-592-18585-7
  6. 2008年9月19日発売 ISBN 978-4-592-18586-4
  7. 2009年1月19日発売 ISBN 978-4-592-18587-1
  8. 2009年3月19日発売 ISBN 978-4-592-18588-8
  9. 2009年6月19日発売 ISBN 978-4-592-18589-5